# David Bottrill
David Bottrill es un ingeniero de sonido y productor discográfico canadiense, ganador de tres premios Grammy. Empezó en su adolescencia trabajando en una grabación con Bob y Daniel Lanois. En 1985 emigró al Reino Unido para grabar un álbum de Peter Gabriel con Lanois. Bottrill trabajó once años en el Real World Studios. En 1988 trabajó con Gabriel en la banda sonora de La última tentación de Cristo de Martin Scorsese.
También, fue copropietario de Rattlebox Studios en Toronto, Ontario, con el productor Brian Moncarz. Moneen, Basia Lyjak, y[The Getaway Plan son algunos de los artistas que han grabado en la instalación.
Además ha trabajado para artistas de la talla de Tool, Smashing Pumpkins, Muse, Silverchair y Rush, abarcando géneros y generaciones, que va llevando a un sonido que es a la vez familiar y progresiva. También cosecha trabajos con bandas de hard rock agresivo como Stone Sour, Godsmack, Staind, y Coheed and Cambria, mientras se mantiene una conexión con otros extremos del espectro con artistas como King Crimson y Nusrat Fateh Ali Khan.
Desde el año 2009, forma parte del consejo de administración para Make Music Matter, una organización sin fines de lucro que utiliza la música y el arte con conciencia social para fomentar a los jóvenes que viven en las comunidades africanas que se ven afectados por la pobreza extrema. Moneen, Basia Lyjak, y The Getaway Plan son algunos de los artistas que han grabado en la instalación.

## Discografía
- David Sylvian & Robert Fripp - The First Day (1993)
- David Sylvian & Robert Fripp - Darshan (The Road To Graceland) (1993)
- Toni Childs - The Woman's Boat (1994)
- King Crimson - Thrak (1995)
- Tool - Ænima (1996)
- Ultraspank - Ultraspank (1998)
- Kid Rock - Devil Without a Cause (mezclas en la canción "Bawitdaba") (1998)
- dEUS - The Ideal Crash (1999)
- Dream Theater - Metropolis Pt. 2: Scenes from a Memory (1999) (see below)
- Tool - Salival (2000)
- Tool - Lateralus (2001)
- Muse - Origin of Symmetry (2001)
- Flaw - Through the Eyes (2001)
- Mudvayne - The End of All Things to Come (2002)
- Silverchair - Diorama (2002)
- Erase the Grey - 27 Days EP (2002)
- Dream Theater - The Making of Scenes from a Memory: The Alternate Mix (2003 - the first "official" release of Bottrill's entire mix - see below)
- Godsmack - Faceless (2003)
- V Shape Mind - Cul-De-Sac (2003)
- I Mother Earth - The Quicksilver Meat Dream (2003)
- Flaw - Endangered Species  (2004)
- Staind - Chapter V (2005)
- Coheed and Cambria - Good Apollo, I'm Burning Star IV, Volume One: From Fear Through the Eyes of Madness (2005)
- Kristin Hoffmann - Real (2005)
- Blackbud - From The Sky (2006)
- Fair to Midland - Fables From a Mayfly: What I Tell You Three Times is True (2007)
- Silverchair - Young Modern (2007)
- Placebo - Battle for the Sun (2009)
- Moneen - The World I Want to Leave Behind (2009)
- Counterfit fifty - Segundo álbum de estudio (2009)
- Everyone's Talking - Dragonflies (2009)
- Circa Survive - Blue Sky Noise (2010)
- Negramaro - Casa 69 (2010)
- Circa Survive - "Appendage (EP)" (2010)
- Between the Buried and Me - The Parallax: Hypersleep Dialogues (2011)
- dEUS - Keep You Close (2011)
- Jesse Clegg - Life On Mars (2011)
- The Getaway Plan - Requiem (2011)
- Soen - Cognitive (2012)
- Wallace Vanborn - Lions, Liars, Guns & God (2012)
- The Smashing Pumpkins - Oceania (Mezclas) (2012)
- A Friend in London - Unite (2012)
- Stone Sour - House of Gold & Bones - Part 1 (2012)
- Stone Sour - House of Gold & Bones - Part 2 (2013)
- Dreamers - Strictly Business EP (Producción en voces) (2013)
- Killing Off Characters - Killing Off Characters (Mezclas) (2013)
- The Smashing Pumpkins - Oceania Live in NYC (Mezclas) (2013)
- Rush - Vapor Trails Remixed (2013)
- Soen - Tellurian (2014)
- The Post War - (2014)
- La Esfinge - El Cantar de la Muerte (2014)
- Chiodos - Devil (2014)
- The Tea Party - The Ocean at the End (Mezclas) (2014)
- Lapko - Freedom (2015)
- Birds of Tokyo - Brace (2016)
- Klogr - Keystone (2017)
- Maple Run - PartyKrasher (2017)
- La Jarry - Babylon (2018)
- Godsmack - Icon (2019)
- Lowest of the Low - AgitPop (2019)
- IAMX - Echo Echo (2020)
- Elsiane - Sinai (2020)
- DELANILA - Overloaded (2020)[8]
- Briar Summers - From the Ashes (2021)
- SISKA'S Element - Guiding Light (2021)
- A Calmer Collision - A Calmer Collision (2021)
- Mastodon - Hushed and Grim (2021) [9]